# Wzór McMillana
Wzór McMillana – wzór pozwalający oszacować temperaturę krytyczną przejścia substancji w stan nadprzewodnictwa w przypadku silnego sprzężenia elektron-fonon. Wzór ten ma postać
{\displaystyle T_{c}\approx T_{D}\exp \left(-{\frac {1+\lambda }{\lambda -\mu _{C}}}\right),}
gdzie:
{\displaystyle T_{D}} – temperatura Debye’a,
{\displaystyle \lambda } – parametr charakteryzujący sprzężenie elektron-fonon,
{\displaystyle \mu _{C}} – parametr charakteryzujący kulombowskie odpychanie elektronów w parach Coopera.
Dla typowych materiałów wartość {\displaystyle \mu _{C}} wynosi ok. 0,13. Wzór pozostaje słuszny dla wartości {\displaystyle \lambda } rzędu 1. Dla bardzo silnych sprzężeń {\displaystyle (\lambda >3)} może dawać tylko bardzo przybliżone wyniki.
W poniższej tabeli zestawione są wartości temperatury krytycznej {\displaystyle T_{c},} temperatury Debeye’a {\displaystyle T_{D}} oraz sprzężenia elektron-fonon {\displaystyle \lambda } dla niektórych pierwiastków wykazujących nadprzewodnictwo.
| Pierwiastek | {\displaystyle T_{c}} [K] | {\displaystyle T_{D}} [K] | {\displaystyle \lambda } |
| ----------- | ------------------------- | ------------------------- | ------------------------ |
| Al          | 1,16                      | 428                       | 0,38                     |
| Zn          | 0,85                      | 309                       | 0,38                     |
| Sn          | 3,72                      | 200                       | 0,60                     |
| V           | 5,30                      | 399                       | 0,60                     |
| Pb          | 7,19                      | 105                       | 1,12                     |
| Hg          | 4,16                      | 72                        | 1,00                     |
| Nb          | 9,22                      | 277                       | 0,82                     |

Dla małych wartości parametru {\displaystyle \lambda } (ok. 0,3) ma zastosowanie teoria BCS, z której wynika prosta zależność temperatury krytycznej od {\displaystyle \lambda } w postaci:
{\displaystyle T_{c}=T_{D}\exp \left(-{\frac {1}{\lambda }}\right).}
Wielkość {\displaystyle \mu _{C}} różni się od klasycznego odpychania μ uwzględnieniem logarytmicznej redukcji oddziaływania kulombowskiego zachodzącego między parami elektronów w obecności innych elektronów. Ekranowanie zachodzi, ponieważ oddziaływanie kulombowskie rozchodzi się szybciej, niż oddziaływanie za pośrednictwem fononu:
{\displaystyle {\frac {1}{\mu _{C}}}={\frac {1}{\mu }}+\ln \left({\frac {\omega _{el}}{\omega _{f}}}\right),}
gdzie:
{\displaystyle \omega _{el}} – częstość Fermiego,
{\displaystyle \omega _{f}} – częstość odcięcia dla fononów,
{\displaystyle \omega _{el}/\omega _{f}} – miara prędkości rozchodzenia się oddziaływań.
Wzór McMillana pozwolił porównać efektywność oddziaływania prowadzącego do powstania par elektronów w różnych materiałach nadprzewodzących. Dodatkowo wykazano silny wpływ struktury krystalicznej na oddziaływanie elektron-fonon.